# IEEE Internet Award
Der IEEE Internet Award ist eine vom Institute of Electrical and Electronics Engineers (IEEE) seit 2000 verliehene Auszeichnung. Der Preis wird jährlich an bis zu drei Personen vergeben (im ersten Jahr waren es vier), die in besonderer Weise zur Förderung der Internet-Technologie in den Bereichen Netzwerkarchitektur, Mobilität und Anwendungen beigetragen haben.

## Preisträger
- 2000 – Paul Baran, Donald W. Davies, Leonard Kleinrock und Larry Roberts (für ihre Beiträge zur Paketvermittlung)
- 2001 – Louis Pouzin (für seine Beiträge zur Datagramm-Technologie)
- 2002 – Steve Crocker (für seine führende Rolle bei der Entwicklung der Internetprotokollfamilie)
- 2003 – Paul Mockapetris (für die Entwicklung des Domain Name System, zusammen mit dem bereits 1998 verstorbenen Jon Postel)
- 2004 – Raymond Tomlinson und David H. Crocker (für die Entwicklung der E-Mail)
- 2005 – Sally Floyd (für ihre Beiträge zur Modellierung, Analyse und Kontrolle von Datenflüssen)
- 2006 – Scott Shenker (für seine Beiträge Resource Sharing)
- 2007 – nicht vergeben
- 2008 – Mike Brecia, Ginny Travers und Bob Hinden (für die Entwicklung früher Router)
- 2009 – Lixia Zhang (für Arbeiten im Bereich Internet Topology)
- 2010 – Steve Deering (für Beiträge zu IP-Multicast und IPv6)
- 2011 – Jun Murai (für die führende Rolle bei der weltweiten Entwicklung des Internets, insbesondere in Asien)
- 2012 – Mark Handley (für Beiträge in verschiedenen Bereichen und die Entwicklung offener Internet-Standards)
- 2013 – David L. Mills (für Beiträge zur Zeitsynchronisation im Internet)
- 2014 – Jon Crowcroft (für Beiträge in verschiedenen Bereichen)
- 2015 – KC Claffy und Vern Paxson (für Beiträge zur Internet-Sicherheit und die Bereitstellung von Open Access Daten)
- 2016 – Henning Schulzrinne (für Beiträge zur Bildung und Vereinheitlichung von Multimedia-Protokollen im Internet)
- 2017 – Deborah Estrin („For formative contributions and thought leadership in Internet routing and in mobile sensing techniques and applications, from environmental monitoring to personal and community health.“)
- 2018 – Ramesh Govindan („For sustained contributions to the dynamic analysis of the Internet (protocols, topologies, configurations) and the Internet of Things (sensor networks).“)
- 2019 – Jennifer Rexford („For fundamental contributions to the programmability, stability, and performance of large computer networks, and leadership within the networking community.“)
- 2020 – Stephen L. Casner und Eve M. Schooler („For distinguished leadership in developing standards for Internet multimedia, and formative contributions to the design of Internet multimedia protocols.“)
- 2021 – keine Vergabe
- 2022 – keine Vergabe
- 2023 – Ian Foster und Carl Kesselmann („For contributions to the design, deployment, and application of practical Internet-scale global computing platforms.“)
- 2024 – Walter Willinger („For contributions towards a foundational understanding of Internet traffic and topology.“)
- 2025 – Yakov Rekhter („For contributions enabling the creation of a scalable, robust and policy-based Internet.“)
- 2026 – David D. Clark („For groundbreaking contributions and steadfast advocacy in promoting an integrated perspective on the Internet's technical, policy, legal, and economic development.“)